# Antiphrisson tenebrosus
Antiphrisson tenebrosus là một loài ruồi trong họ Asilidae. Antiphrisson tenebrosus được Lehr miêu tả năm 1972. Loài này phân bố ở vùng Cổ Bắc giới.